# Font pública de Llagostera
La Font pública de Llagostera és una columna ferro colat amb base de pedra que s'utilitza com a font i fanal. Hi ha una base de pedra. És l'única font d'aquest tipus que hi ha a Llagostera. Situada a la Plaça de Baix, és una font inclosa dins l'estil de l'arquitectura del ferro.